# Kodon
Kodon je niz triju nukleotida koji se nalazi na molekuli glasničke RNK. Određuje položaj određene aminokiseline u procesu sinteze bjelančevina u stanici, čime djeluju kao jedinica genetičkoga kodiranja.
Ovi su nukleotidi uzastopni. Svaka trojka nukleotida prepisana s DNK na glasničku RNK naziva se kodon ili kod i predstavlja osnovnu jedinicu genskog koda.
Kodone u procesima sinteze bjelančevina dijelimo na:
- početni kodon: AUG – kodira aminokiselinu metionin, koja označava početak stvaranja polipeptidnoga lanca
- završni kodon (STOP-kodon), koji označava kraj stvaranja polipeptidnoga lanca, ali ne kodira ni jednu aminokiselinu jer mu ne postoji ni jedan komplementarni antikodon. Postoje 3 poznata STOP-kodona: UAG, UAA i UGA (za RNK), te TAG, TAA i TAG (za DNK).

## Tablica translacije
| Biokemijska svojstva aminokiselina | Nepolarna | Polarna | Bazična | Kisela ↓ |  | Kraj: stop kodon |

### Standardna tablica RNA kodona
| Prvi nukleotid | Drugi nukleotid | Drugi nukleotid     | Drugi nukleotid | Drugi nukleotid | Drugi nukleotid | Drugi nukleotid                 | Drugi nukleotid | Drugi nukleotid   | Treći nukleotid |
| Prvi nukleotid | U               | U                   | C               | C               | A               | A                               | G               | G                 | Treći nukleotid |
| -------------- | --------------- | ------------------- | --------------- | --------------- | --------------- | ------------------------------- | --------------- | ----------------- | --------------- |
| U              | UUU             | (Phe/F) Fenilalanin | UCU             | (Ser/S) Serin   | UAU             | (Tyr/Y) Tirozin                 | UGU             | (Cys/C) Cistein   | U               |
| U              | UUC             | (Phe/F) Fenilalanin | UCC             | (Ser/S) Serin   | UAC             | (Tyr/Y) Tirozin                 | UGC             | (Cys/C) Cistein   | C               |
| U              | UUA             | (Leu/L) Leucin      | UCA             | (Ser/S) Serin   | UAA             | Stop                            | UGA             | Stop              | A               |
| U              | UUG             | (Leu/L) Leucin      | UCG             | (Ser/S) Serin   | UAG             | Stop                            | UGG             | (Trp/W) Triptofan | G               |
| C              | CUU             | (Leu/L) Leucin      | CCU             | (Pro/P) Prolin  | CAU             | (His/H) Histidin                | CGU             | (Arg/R) Arginin   | U               |
| C              | CUC             | (Leu/L) Leucin      | CCC             | (Pro/P) Prolin  | CAC             | (His/H) Histidin                | CGC             | (Arg/R) Arginin   | C               |
| C              | CUA             | (Leu/L) Leucin      | CCA             | (Pro/P) Prolin  | CAA             | (Gln/Q) Glutamin                | CGA             | (Arg/R) Arginin   | A               |
| C              | CUG             | (Leu/L) Leucin      | CCG             | (Pro/P) Prolin  | CAG             | (Gln/Q) Glutamin                | CGG             | (Arg/R) Arginin   | G               |
| A              | AUU             | (Ile/I) Izoleucin   | ACU             | (Thr/T) Treonin | AAU             | (Asn/N) Asparagin               | AGU             | (Ser/S) Serin     | U               |
| A              | AUC             | (Ile/I) Izoleucin   | ACC             | (Thr/T) Treonin | AAC             | (Asn/N) Asparagin               | AGC             | (Ser/S) Serin     | C               |
| A              | AUA             | (Ile/I) Izoleucin   | ACA             | (Thr/T) Treonin | AAA             | (Lys/K) Lizin                   | AGA             | (Arg/R) Arginin   | A               |
| A              | AUG             | (Met/M) Metionin    | ACG             | (Thr/T) Treonin | AAG             | (Lys/K) Lizin                   | AGG             | (Arg/R) Arginin   | G               |
| G              | GUU             | (Val/V) Valin       | GCU             | (Ala/A) Alanin  | GAU             | (Asp/D) Asparaginska kiselina ↓ | GGU             | (Gly/G) Glicin    | U               |
| G              | GUC             | (Val/V) Valin       | GCC             | (Ala/A) Alanin  | GAC             | (Asp/D) Asparaginska kiselina ↓ | GGC             | (Gly/G) Glicin    | C               |
| G              | GUA             | (Val/V) Valin       | GCA             | (Ala/A) Alanin  | GAA             | (Glu/E) Glutaminska kiselina ↓  | GGA             | (Gly/G) Glicin    | A               |
| G              | GUG             | (Val/V) Valin       | GCG             | (Ala/A) Alanin  | GAG             | (Glu/E) Glutaminska kiselina ↓  | GGG             | (Gly/G) Glicin    | G               |

### Inverzna tablica RNA kodona
| Aminokiselina  | DNA kodoni                   | Skraćeno               |        | Aminokiselina                | DNA kodoni             | Skraćeno |
| Ala, A         | GCU, GCC, GCA, GCG           | GCN                    | Ile, I | AUU, AUC, AUA                | AUH                    |          |
| Arg, R         | CGU, CGC, CGA, CGG; AGA, AGG | CGN, AGR; ili CGY, MGR | Leu, L | CUU, CUC, CUA, CUG; UUA, UUG | CUN, UUR; ili CUY, YUR |          |
| Asn, N         | AAU, AAC                     | AAY                    | Lys, K | AAA, AAG                     | AAR                    |          |
| Asp, D         | GAU, GAC                     | GAY                    | Met, M | AUG                          | AUG                    |          |
| Asn ili Asp, B | AAU, AAC; GAU, GAC           | RAY                    | Phe, F | UUU, UUC                     | UUY                    |          |
| Cys, C         | UGU, UGC                     | UGY                    | Pro, P | CCU, CCC, CCA, CCG           | CCN                    |          |
| Gln, Q         | CAA, CAG                     | CAR                    | Ser, S | UCU, UCC, UCA, UCG; AGU, AGC | UCN, AGY               |          |
| Glu, E         | GAA, GAG                     | GAR                    | Thr, T | ACU, ACC, ACA, ACG           | ACN                    |          |
| Gln ili Glu, Z | CAA, CAG; GAA, GAG           | SAR                    | Trp, W | UGG                          | UGG                    |          |
| Gly, G         | GGU, GGC, GGA, GGG           | GGN                    | Tyr, Y | UAU, UAC                     | UAY                    |          |
| His, H         | CAU, CAC                     | CAY                    | Val, V | GUU, GUC, GUA, GUG           | GUN                    |          |
| START          | AUG                          | AUG                    | STOP   | UAA, UGA, UAG                | URA, UAR               |          |

### Standardna tablica DNA kodona
| Prvi nukleotid | Drugi nukleotid | Drugi nukleotid     | Drugi nukleotid | Drugi nukleotid | Drugi nukleotid | Drugi nukleotid                 | Drugi nukleotid | Drugi nukleotid   | Treći nukleotid |
| Prvi nukleotid | T               | T                   | C               | C               | A               | A                               | G               | G                 | Treći nukleotid |
| -------------- | --------------- | ------------------- | --------------- | --------------- | --------------- | ------------------------------- | --------------- | ----------------- | --------------- |
| T              | TTT             | (Phe/F) Fenilalanin | TCT             | (Ser/S) Serin   | TAT             | (Tyr/Y) Tirozin                 | TGT             | (Cys/C) Cistein   | T               |
| T              | TTC             | (Phe/F) Fenilalanin | TCC             | (Ser/S) Serin   | TAC             | (Tyr/Y) Tirozin                 | TGC             | (Cys/C) Cistein   | C               |
| T              | TTA             | (Leu/L) Leucin      | TCA             | (Ser/S) Serin   | TAA             | Stop                            | TGA             | Stop              | A               |
| T              | TTG             | (Leu/L) Leucin      | TCG             | (Ser/S) Serin   | TAG             | Stop                            | TGG             | (Trp/W) Triptofan | G               |
| C              | CTT             | (Leu/L) Leucin      | CCT             | (Pro/P) Prolin  | CAT             | (His/H) Histidin                | CGT             | (Arg/R) Arginin   | T               |
| C              | CTC             | (Leu/L) Leucin      | CCC             | (Pro/P) Prolin  | CAC             | (His/H) Histidin                | CGC             | (Arg/R) Arginin   | C               |
| C              | CTA             | (Leu/L) Leucin      | CCA             | (Pro/P) Prolin  | CAA             | (Gln/Q) Glutamin                | CGA             | (Arg/R) Arginin   | A               |
| C              | CTG             | (Leu/L) Leucin      | CCG             | (Pro/P) Prolin  | CAG             | (Gln/Q) Glutamin                | CGG             | (Arg/R) Arginin   | G               |
| A              | ATT             | (Ile/I) Izoleucin   | ACT             | (Thr/T) Treonin | AAT             | (Asn/N) Asparagin               | AGT             | (Ser/S) Serin     | T               |
| A              | ATC             | (Ile/I) Izoleucin   | ACC             | (Thr/T) Treonin | AAC             | (Asn/N) Asparagin               | AGC             | (Ser/S) Serin     | C               |
| A              | ATA             | (Ile/I) Izoleucin   | ACA             | (Thr/T) Treonin | AAA             | (Lys/K) Lizin                   | AGA             | (Arg/R) Arginin   | A               |
| A              | ATG             | (Met/M) Metionin    | ACG             | (Thr/T) Treonin | AAG             | (Lys/K) Lizin                   | AGG             | (Arg/R) Arginin   | G               |
| G              | GTT             | (Val/V) Valin       | GCT             | (Ala/A) Alanin  | GAT             | (Asp/D) Asparaginska kiselina ↓ | GGT             | (Gly/G) Glicin    | T               |
| G              | GTC             | (Val/V) Valin       | GCC             | (Ala/A) Alanin  | GAC             | (Asp/D) Asparaginska kiselina ↓ | GGC             | (Gly/G) Glicin    | C               |
| G              | GTA             | (Val/V) Valin       | GCA             | (Ala/A) Alanin  | GAA             | (Glu/E) Glutaminska kiselina ↓  | GGA             | (Gly/G) Glicin    | A               |
| G              | GTG             | (Val/V) Valin       | GCG             | (Ala/A) Alanin  | GAG             | (Glu/E) Glutaminska kiselina ↓  | GGG             | (Gly/G) Glicin    | G               |

### Inverzna tablica DNA kodona
| Aminokiselina  | DNA kodoni                   | Skraćeno               |        | Aminokiselina                | DNA kodoni             | Skraćeno |
| Ala, A         | GCT, GCC, GCA, GCG           | GCN                    | Ile, I | ATT, ATC, ATA                | ATH                    |          |
| Arg, R         | CGT, CGC, CGA, CGG; AGA, AGG | CGN, AGR; ili CGY, MGR | Leu, L | CTT, CTC, CTA, CTG; TTA, TTG | CTN, TTR; ili CTY, YTR |          |
| Asn, N         | AAT, AAC                     | AAY                    | Lys, K | AAA, AAG                     | AAR                    |          |
| Asp, D         | GAT, GAC                     | GAY                    | Met, M | ATG                          | ATG                    |          |
| Asn ili Asp, B | AAT, AAC; GAT, GAC           | RAY                    | Phe, F | TTT, TTC                     | TTY                    |          |
| Cys, C         | TGT, TGC                     | TGY                    | Pro, P | CCT, CCC, CCA, CCG           | CCN                    |          |
| Gln, Q         | CAA, CAG                     | CAR                    | Ser, S | TCT, TCC, TCA, TCG; AGT, AGC | TCN, AGY               |          |
| Glu, E         | GAA, GAG                     | GAR                    | Thr, T | ACT, ACC, ACA, ACG           | ACN                    |          |
| Gln ili Glu, Z | CAA, CAG; GAA, GAG           | SAR                    | Trp, W | TGG                          | TGG                    |          |
| Gly, G         | GGT, GGC, GGA, GGG           | GGN                    | Tyr, Y | TAT, TAC                     | TAY                    |          |
| His, H         | CAT, CAC                     | CAY                    | Val, V | GTT, GTC, GTA, GTG           | GTN                    |          |
| START          | ATG                          | ATG                    | STOP   | TAA, TGA, TAG                | TRA, TAR               |          |